# سد تاسنگ
سد تاسنگ (به لاتین: Tasang Dam) یک سد در میانمار است که در ایالت شان واقع شده‌است.